# 三木孝志
三木 孝志（みき たかし、1939年4月27日 - ）は、日本の陸上競技（やり投）選手。
1950年代から1960年代にかけ、日本陸上競技選手権大会の男子やり投種目優勝7回、日本記録更新9回を数える。

## 経歴
和歌山県出身。
和歌山県立那賀高等学校在学中の1956年10月、日本陸上競技選手権大会のやり投競技で優勝（60m07）。また同年の第11回国民体育大会（兵庫県）においても、やり投競技で優勝を果たした。
早稲田大学在学中の1958年7月6日、日本学生陸上競技対校選手権大会のやり投競技において、日本記録（69m50）で優勝。1958年には自らの日本記録を3度にわたり塗りかえており、10月12日の日本陸上競技選手権大会も日本記録（72m81）で優勝した。大学在学中の最高記録は1961年8月18日にノビサドで行われた国際競技会における74m66で、ここまで日本記録・日本学生記録更新は6度にわたる。なお、在学中に1959年夏季ユニバーシアード（トリノ）、1961年夏季ユニバーシアード（ソフィア）に出場。
1962年に早稲田大学商学部卒業後は東急電鉄に所属し、競技生活を続けた。1962年の第4回アジア競技大会（ジャカルタ）に出場、やり投で優勝。また1963年夏季ユニバーシアード（ポルトアレグレ）に出場している。社会人としても、1963年6月2日の全日本実業団対抗陸上競技選手権大会（神奈川県小田原市）を皮切りに3度にわたり日本記録を更新。1964年5月9日、五輪候補記録会（鳥取県倉吉市）で78m51を投擲したのが、9度目にして最後の日本記録更新である。
1964年の1964年東京オリンピックに出場。
1956年から1968年まで日本陸上競技選手権大会やり投げ競技での優勝7回。1961年から1968年にかけて実業団・学生対抗陸上競技大会での優勝6回（うち1回は学生としての優勝）